# Podospora austroamericana
Podospora austroamericana är en svampart som först beskrevs av Speg., och fick sitt nu gällande namn av J.H. Mirza & Cain 1970. Podospora austroamericana ingår i släktet Podospora och familjen Lasiosphaeriaceae.   Inga underarter finns listade i Catalogue of Life.